# جانگ هون
جانگ هون (انگلیسی: Jang Hoon؛ زادهٔ ۴ مهٔ ۱۹۷۵) کارگردان فیلم، فیلم‌نامه‌نویس، تهیه‌کننده فیلم، و تدوین‌گر اهل کره جنوبی است.
او برای دو فیلم سایه مرگ و راننده تاکسی جایزه فیلم اژدهای آبی بهترین فیلم را دریافت کرده‌است.
از فیلم‌ها یا برنامه‌های تلویزیونی که وی در آن نقش داشته‌است می‌توان به خانه خالی اشاره کرد.

## فیلم‌شناسی
| سال  | نام فیلم     | کارگردان | نویسنده | دستیار کارگردان | توضیحات | منبع |
| ---- | ------------ | -------- | ------- | --------------- | ------- | ---- |
| ۲۰۰۴ | دختر سامری   |          |         | آری             |         |      |
| ۲۰۰۴ | خانهٔ خالی    |          |         | آری             |         |      |
| ۲۰۰۵ | کمان         |          |         | آری             |         |      |
| ۲۰۰۶ | زمان         |          |         | آری             |         |      |
| ۲۰۰۸ | زخم عمیق     | آری      |         |                 |         |      |
| ۲۰۱۰ | سایه مرگ     | آری      | آری     |                 |         |      |
| ۲۰۱۱ | خط مقدم      | آری      |         |                 |         |      |
| ۲۰۱۷ | راننده تاکسی | آری      |         |                 |         |      |

## حضور در جوایز اسکار
| سال  | دوره                             | بخش                                     | فیلم         | نتیجه       | منبع |
| ---- | -------------------------------- | --------------------------------------- | ------------ | ----------- | ---- |
| ۲۰۱۲ | هشتاد و چهارمین دوره جوایز اسکار | نماینده کره جنوبی در بخش فیلم بین‌المللی | خط مقدم      | پذیرفته نشد |      |
| ۲۰۱۳ | نودمین دوره جوایز اسکار          | نماینده کره جنوبی در بخش فیلم بین‌المللی | راننده تاکسی | پذیرفته نشد |      |